# Manuel Rodríguez Arregui
Manuel Rodríguez Arregui , ha alternado sus responsabilidades ejecutivas en el sector privado y puestos en el sector público, actualmente es Socio y Director General de Ainda, Energía & Infraestructura, S.A.P.I. de C.V. desde mayo de 2015, momento en que se retiró del puesto de Director General de GBM Infraestructura.

## Personal
Nació en la Ciudad de México el 18 de octubre de 1965, hijo del empresario Manuel Rodríguez Casanueva y de la promotora de obras sociales Marcela Arregui González, casado con Alicia Lebrija Hirschfeld con quien tiene dos hijos. Es hermano de Álvaro Rodríguez Arregui.

## Formación Académica
Licenciado en Economía por el Instituto Tecnológico de Massachusetts (MIT por sus siglas en inglés). Durante su estadía en el MIT fue asistente de investigación del prestigiado profesor Rudiger Dornbusch.
Al terminar la licenciatura en 1993 ingresó a la Maestría en Administración Pública en la Universidad de Harvard, concentrándose en las áreas de organización industrial y finanzas.

## Trayectoria profesional
El desarrollo laboral de Manuel Rodríguez Arregui fue paralelo a su formación profesional, entre 1984 y 1985, fue asistente de investigación en el área de instituciones financieras dentro del despacho Booz, Allen & Hamilton.
Su primera misión oficial entre 1984 y 1990 en la Secretaría de Hacienda y Crédito Público (SHCP) fue como asesor del Director General de Política Hacendaria.
En la Secretaría de Agricultura y Recursos Hidráulicos, ostentó dos cargos, primero cómo coordinador de Asesores del subsecretario de Planeación (1990-1994) y posteriormente cómo director general de Estudios del Sector Agropecuario y Forestal (1993-1994). 
Socio fundador del despacho Análisis y Desarrollo de Proyectos, S.C. en el que se mantuvo hasta el año 2000, cuando vendió su participación a Mercer Management Consulting compañía en la que se desempeñó como Managing Director hasta octubre  del 2006. En esta misma época, de abril del 2000 a octubre de 2006, fue Socio, Vicepresidente Ejecutivo y miembro del equipo de Norteamérica de la compañía Oliver Wyman.  
En la Secretaría de Comunicaciones y Transportes fue designado como Subsecretario de Transporte de diciembre del 2006 hasta abril de 2008. En esta misma entidad de abril del 2008 a marzo del 2009, fue Coordinador de Asesores del Secretario Luis Téllez Kuenzler.
Durante 2009 fue designado oficial Mayor de la Secretaría de Gobernación por el presidente Felipe Calderón Hinojosa en sustitución de Abel Cuevas Melo, puesto que desempeñó hasta julio del 2010. 
Entre 2010 y mayo de 2015, fungió como director general de GBM Infraestructura, fondo de infraestructura parte del Corporativo GBM, este fondo es el sexto emisor de Certificados de Capital de Desarrollo (CKDes) en la Bolsa Mexicana de Valores (BMV).

## Información Adicional
Manuel Rodríguez Arregui  ha ejercido la docencia como catedrático de Microeconomía en la Universidad Iberoamericana (1994-1995) y profesor de la Asignatura de Economía en el Instituto Autónomo de México (1990-1993). Fue miembro del consejo directivo de la Fundación Mexicana para el Desarrollo Rural y los consejos editoriales de las revistas Líderes del Futuro (1995-2000) y Líderes Mexicanos (2000-2006). Desde febrero de 2003 pertenece a la Young President Organization, una organización no gubernamental que congrega a jóvenes presidentes corporativos de todo el mundo, finalmente de 2006 a 2007 fue miembro de los consejos de administración de Petróleos Mexicanos y Aeropuertos y Servicios Auxiliares.

## Actualidad
Desde septiembre del 2015, es socio fundador y director general en Ainda, Energía & Infraestructura (Ainda), el primer fondo de capital privado (CKD) listado en la Bolsa Mexicana de Valores (BMV) con etiqueta ASG, lo que agrega la letra A en su clave de pizarra (AINDACK18A). La oferta pública restringida se realizó mediante un fideicomiso por un monto de hasta MX$4,400 millones de pesos en Certificados Serie A y por hasta MX$8,500 millones de pesos adicionales en Serie B en modalidad de co-inversión.Ainda cuenta con inversiones en dos autopistas estratégicas y un robusto pipeline con proyectos relevantes en transporte, energías renovables, sistemas de agua, midstream & upstream. 